# Demokratisk Forening af Ungarere i Rumænien
Den Demokratiske Forening af Ungarere i Rumænien — på ungarsk Romániai Magyar Demokrata Szövetség (RMDSz); på rumænsk Uniunea Democrată Maghiară din România (UDMR) — er en politisk alliance, der repræsenterer det ungarske mindretal i Rumænien.
Foreningen blev stiftet af Géza Domokos i 1989 og er siden 1993 ledet  af forfatteren Béla Markó. Den har været med i alle rumænske regeringer siden 1996 og har fire ministre i den nuværende regering.
Foreningen er medlem af Europæisk Folkeparti.

## Ekstern henvisning
- Officiel hjemmeside (på ungarsk, rumænsk, og engelsk)